# Grande Prêmio de Montreal de 2019
A 10.ª edição da clássica ciclista Grande Prêmio de Montreal foi uma corrida no Canadá que se celebrou a 15 de setembro de 2019 sobre um percurso de 219,6 quilómetros com início e final na cidade de Montreal.
A corrida faz parte do UCI World Tour de 2019, sendo a trigésima sexta competição do calendário de máxima categoria mundial.
A corrida foi ganha pelo corredor belga Greg Van Avermaet da CCC, em segundo lugar o italiano Diego Ulissi da UAE Emirates e em terceiro lugar o espanhol Iván García Cortina da Bahrain-Merida.

## Equipas participantes
Tomaram parte na carreira 21 equipas: 18 de categoria UCI World Tour de 2019 convidados pela organização; 2 de categoria Profissional Continental e a Seleção Nacional do Canadá. Formando assim um pelotão de 146 ciclistas dos que acabaram 97. As equipas participantes foram:
| Equipes WorldTeam (18)- AG2R La Mondiale - Astana - Bahrain-Merida - Bora-hansgrohe - CCC Team - Deceuninck-Quick Step - Dimension Data - EF Education First - Groupama-FDJ - Team Jumbo-Visma - Lotto Soudal - Mitchelton-Scott - Movistar Team - Katusha-Alpecin - Ineos - Team Sunweb - Trek-Segafredo - UAE Team Emirates Equipes profissionais Continentais (2)- Rally UHC Cycling - Israel Cycling Academy Equipe nacional- Canadá |
| |

## Classificações finais
- As classificações finalizaram da seguinte forma:[2]

### Classificação geral
| \| Classificação geral \| Classificação geral \| Classificação geral \| Classificação geral \| Classificação geral \| \| Ciclista \| Ciclista \| Equipe \| Tempo \| \| \| ------------------- \| ----------------------- \| ---------------------- \| ------------------- \| ------------------- \| \| 1. \| Greg Van Avermaet \| CCC Team \| 6h09m38s \| \| \| 2. \| Diego Ulissi \| UAE Team Emirates \| + 0s \| \| \| 3. \| Iván García Cortina \| Bahrain-Merida \| + 0s \| \| \| 4. \| Tim Wellens \| Lotto-Soudal \| + 0s \| \| \| 5. \| Michael Valgren \| Dimension Data \| + 0s \| \| \| 6. \| Kristian Sbaragli \| Israel Cycling Academy \| + 0s \| \| \| 7. \| Rui Costa \| UAE Team Emirates \| + 0s \| \| \| 8. \| Michael Woods \| EF Education First \| + 0s \| \| \| 9. \| Nans Peters \| AG2R La Mondiale \| + 0s \| \| \| 10. \| Bauke Mollema \| Trek-Segafredo \| + 0s \| \| \| 11. \| Jack Haig \| Mitchelton-Scott \| + 0s \| \| \| 12. \| Mathias Frank \| AG2R La Mondiale \| + 0s \| \| \| 13. \| Julian Alaphilippe \| Deceuninck-Quick Step \| + 0s \| \| \| 14. \| Adam Yates \| Mitchelton-Scott \| + 0s \| \| \| 15. \| Carlos Alberto Betancur \| Movistar Team \| + 5s \| \| |                         |                        |          |
| |                         |                        |          |
| Fonte: ProCyclingStats |                         |                        |          |
| Classificação geral |                         |                        |          |
| Ciclista | Ciclista                | Equipe                 | Tempo    |
| 1. | Greg Van Avermaet       | CCC Team               | 6h09m38s |
| 2. | Diego Ulissi            | UAE Team Emirates      | + 0s     |
| 3. | Iván García Cortina     | Bahrain-Merida         | + 0s     |
| 4. | Tim Wellens             | Lotto-Soudal           | + 0s     |
| 5. | Michael Valgren         | Dimension Data         | + 0s     |
| 6. | Kristian Sbaragli       | Israel Cycling Academy | + 0s     |
| 7. | Rui Costa               | UAE Team Emirates      | + 0s     |
| 8. | Michael Woods           | EF Education First     | + 0s     |
| 9. | Nans Peters             | AG2R La Mondiale       | + 0s     |
| 10. | Bauke Mollema           | Trek-Segafredo         | + 0s     |
| 11. | Jack Haig               | Mitchelton-Scott       | + 0s     |
| 12. | Mathias Frank           | AG2R La Mondiale       | + 0s     |
| 13. | Julian Alaphilippe      | Deceuninck-Quick Step  | + 0s     |
| 14. | Adam Yates              | Mitchelton-Scott       | + 0s     |
| 15. | Carlos Alberto Betancur | Movistar Team          | + 5s     |

## UCI World Ranking
O Grande Prêmio de Montreal outorgara pontos para o UCI World Ranking para corredores das equipas nas categorias UCI World Team, Profissional Continental e Equipas Continentais. A seguinte tabela são o barómetro de pontuação e os corredores que obtiveram pontos:
| Posição   | 1.º | 2.º | 3.º | 4.º | 5.º | 6.º | 7.º | 8.º | 9.º | 10.º | 11.º | 12.º | 13.º | 14.º | 15.º-20.º | 21.º-30.º | 31.º-50.º | 51.º-55.º | 56.º-60.º |
| Pontuação | 300 | 250 | 215 | 175 | 120 | 115 | 95  | 75  | 60  | 50   | 40   | 35   | 30   | 25   | 20        | 12        | 5         | 2         | 1         |

| Classificação |                     |                        |        |
| Posição       | Ciclista            | Equipa                 | Pontos |
| ------------- | ------------------- | ---------------------- | ------ |
| 1.º           | Greg Van Avermaet   | CCC                    | 300    |
| 2.º           | Diego Ulissi        | UAE Emirates           | 250    |
| 3.º           | Iván García Cortina | Bahrain Merida         | 215    |
| 4.º           | Tim Wellens         | Lotto Soudal           | 175    |
| 5.º           | Michael Valgren     | Dimension Data         | 120    |
| 6.º           | Kristian Sbaragli   | Israel Cycling Academy | 115    |
| 7.º           | Rui Costa           | UAE Emirates           | 95     |
| 8.º           | Michael Woods       | EF Education First     | 75     |
| 9.º           | Nans Peters         | AG2R La Mondiale       | 60     |
| 10.º          | Bauke Mollema       | Trek-Segafredo         | 50     |